# Muticaria macrostoma
Muticaria macrostoma је пуж из реда Stylommatophora и фамилије Clausiliidae. 

## Угроженост
Ова врста је на нижем степену опасности од изумирања, и сматра се скоро угроженим таксоном.

## Распрострањење
Малта је једино познато природно станиште врсте.

## Станиште
Врста Muticaria macrostoma има станиште на копну.